# رامسوارام
رامسوارام (تهجئة Ramesvaram، راميشوارام) هي مدينة وبلدية في ضاحية رامانتبورم في الدولة الهندية من ولاية تاميل نادو. تقع على جزيرة بامبان مفصولة عن البر الرئيسي للهند بواسطة قناة بامبان وعلى بعد حوالي 40 كيلومترًا من جزيرة منار، سريلانكا. يقع في خليج مانار عند طرف شبه الجزيرة الهندية. جزيرة بامبان، المعروفة أيضًا باسم جزيرة رامسوارام، متصلة بالبر الرئيسي للهند عن طريق جسر بامبان. رامسوارام هي المحطة النهائية لخط السكة الحديد من تشيناي ومادوراي. جنبا إلى جنب مع فاراناسي، تعتبر واحدة من أقدس الأماكن في الهند للهندوس، وجزء من حج شار دهام.
كتب في رامايانا أن الملك الإلهي راما بنى جسراً بمساعدة هانومان من هنا عبر البحر إلى لانكا لإنقاذ زوجته سيتا من خاطفها رافانا. يقع معبد راماناثاسوامي، المكرس للإله الفيدي شيفا، في وسط المدينة ويرتبط ارتباطًا وثيقًا براما. يعتبر المعبد والمدينة موقع حج مقدس لشيفاس.
رامسوارام هي أقرب نقطة يمكن من خلالها الوصول إلى سريلانكا من الهند، وتشير الأدلة الجيولوجية إلى أن راما سيثو كان رابطًا بريًا سابقًا بين الهند وسريلانكا. تُدار رامسوارام من قبل بلدية تأسست عام 1994. تبلغ مساحة البلدة 53 كيلومتر مربع (20 ميل2) وكان عدد سكانها 44856 نسمة اعتبارًا في عام 2011. توظف السياحة والصيد البحري غالبية القوى العاملة في رامسوارام.

## اسطورة
رامسوارام تعني «رب راما» (Rāma-) varam) باللغة السنسكريتية، وهي لقب لشيفا، الإله الرئيس لمعبد راماناثاسوامي. وفقًا لإحدى نسخ رامايانا، صلى راما، الصورة الرمزية السابعة للإله فيشنو، إلى شيفا هنا لإعفاء أي خطايا قد ارتكبها خلال حربه ضد الملك الشيطاني رافانا في سريلانكا. وفقًا لـ بوراناس (الكتب المقدسة الهندوسية)، بناءً على نصيحة الحكماء، قام راما وزوجته سيتا وشقيقه لاكشمان بتثبيت وعبد اللينجام (رمز شيفا الأيقوني) هنا للتكفير عن خطيئة براهماهاتيا تكبدها في حين قتل من براهمة رافانا. لعبادة شيفا، أراد راما الحصول على لينغام وأمر الملازم الموثوق به هانومان بإحضاره من جبال الهيمالايا. نظرًا لاستغرق إحضار لينجام وقتًا أطول، قامت سيتا ببناء لينجام، مصنوع من رمال الشواطئ فقط، والذي يُعتقد أيضًا أنه موجود في حرم المعبد. سيثو كاراي هو مكان يبعد 22  كيلومتر من جزيرة رامسوارام التي يعتقد أن راما بنى منها جسرًا حجريًا عائمًا، جسر رامسيتو، الذي استمر حتى دانوشكودي في رامسوارام حتى تالايمنار في سريلانكا. وفقًا لنسخة أخرى، كما ورد في أدهياتما رامايانا، قام راما بتركيب اللينجام قبل بناء الجسر إلى لانكا. ومع ذلك، فالميكي وكامبا رامايانا ليس لديها أي أدلة حول قصة رامسوارام.

## التاريخ
يتركز تاريخ رامسوارام حول الجزيرة كونها نقطة عبور للوصول إلى سريلانكا (سيلان تاريخيا) ووجود معبد راماناثاسوامي. تيفارام، مؤلفات التاميل من القرن السابع إلى الثامن على شيفا من قبل النيانار الثلاثة البارزين (سيفيتيس)، وسوندارار وثيروجناناسامبندر. سيطر ملك تشولا راجيندرا تشولا الأول (1012-1040 م) على المدينة لفترة قصيرة. كان لمملكة جافنا (1215-1624 م) صلات وثيقة بالجزيرة وادعت لقب سيتوكافالان الذي يعني أوصياء رامسوارام. كانت الهندوسية هي دين دولتهم وقد قدموا مساهمة سخية للمعبد، واستخدموا سيتو في عملاتهم المعدنية وكذلك في النقوش كعلامة على السلالة.
وفقًا لفريشتا، وصل مالك كافور، القائد العام علاء الدين الخلجي، حاكم سلطنة دلهي، إلى رامسوارام خلال حملته السياسية على الرغم من المقاومة الشديدة من أمراء بانديان في أوائل القرن الرابع عشر. أقام مسجد باسم علياء الدين خالجي تكريما لانتصار الإسلام. خلال أوائل القرن الخامس عشر، تم تضمين راماناثابورام وكاموثي ورامسوارام حاليًا في سلالة بانديا. في عام 1520 م، أصبحت المدينة تحت حكم إمبراطورية فيجاياناجارا. حكام السثوباتيس، المنشقون عن مادوراي ناياك، راماناثابورام وساهموا في معبد راماناثاسوامي. ومن أبرزها مساهمات موثو كومارا راغوناتا وموثو رامالينجا سيثوباتي، اللذين حولا المعبد إلى مجموعة معمارية. ثم وقعت المنطقة تحت حكم مختلف القادة شاندا صاحب (1740 - 1754 م) وأركوت نواب ومحمد يوسف خان (1725 - 1764 م) في منتصف القرن الثامن عشر. في عام 1795 م، أصبح رامسوارام تحت السيطرة المباشرة لشركة الهند الشرقية البريطانية وضمت إلى رئاسة مدراس. بعد عام 1947، أصبحت المدينة جزءًا من الهند المستقلة.

### جغرافية
يبلغ متوسط ارتفاع رامسوارام 10 م (33 قدمًا). تنتشر الجزيرة على مساحة 61.8 كيلومتر مربع (23.9 ميل مربع) وهي على شكل محارة. 74٪ من المنطقة تربة رملية لوجود البحر وفيها العديد من الجزر المحيطة بها، ومضيق بالك في الشمال الغربي وخليج منار في الجنوب الشرقي. يحتل معبد راموسرام منطقة رئيسية في المدينة. يتميز شاطئ رامسوارام بعدم وجود أمواج على الإطلاق - ترتفع أمواج البحر إلى أقصى ارتفاع يبلغ 3 سم (0.10 قدم) ويبدو المنظر وكأنه نهر كبير جدًا. رامسوارام لديها مناخ استوائي جاف مع رطوبة منخفضة، بمتوسط هطول الأمطار الشهري 75.73 ملم (2.981 بوصة)، الرياح الموسمية من أكتوبر إلى يناير معظمها من الشمال الشرقي.

### الإدارة والسياسة
وفقًا لقانون بانشيات لرئاسة مدراس لعام 1885، تم إعلان رامسوارام اتحادًا بانشيات خلال العصر البريطاني. أصبحت بلدة خلال عام 1958 وأعلنت بلدية في عام 2004. رامسوارام هي بلدية من الدرجة الثالثة بها 21 جناحًا، منها 6 أجنحة عامة للنساء وواحد مخصص لنساء الطائفة المجدولة. تأتي المصادر الرئيسية للدخل المدرج في الميزانية لبلدية رامسوارام من صندوق التحويل البالغ ما يعادل 430 ألف دولار أمريكي في عام 2019، وضريبة الملكية بقيمة ما يعادل 61 ألف دولار أمريكي في عام 2019. رؤوس المصروفات الرئيسية مخصصة لرواتب تبلغ ما يعادل 150 ألف دولار أمريكي في عام 2019، ومصروفات تشغيل تبلغ ما يعادل 94 ألف دولار أمريكي، ونفقات الإصلاح والصيانة ما يعادل 58000 دولار أمريكي في عام 2019. تم تفويض وظائف البلدية إلى ستة أقسام: عام، الهندسة، الإيرادات، الصحة العامة، تخطيط المدن وجناح الكمبيوتر. تخضع جميع هذه الدوائر لسيطرة مفوض بلدي هو الرئيس التنفيذي الأعلى. السلطات التشريعية مناطة بهيئة من 21 عضوا، واحد من كل 21 قسما. يرأس الهيئة التشريعية رئيس منتخب يساعده نائب الرئيس.

### الاقتصاد
لكونها مدينة حج، فإن غالبية السكان يشاركون في الصناعة المتعلقة بالسياحة التي تتكون من التجارة والخدمات. زاد قطاع الخدمات من 70٪ عام 1971 إلى 98.78٪ عام 2001، بينما انخفض القطاع الزراعي من 23٪ عام 1971 إلى 0.13٪ عام 2001. رامسوارام مدينة متخلفة صناعيًا - لم يكن هناك ترسيم حدود للأراضي الصناعية بسبب قداسة الحجاج والجغرافيا الهشة. لكونها بلدة جزرية، كانت المهنة التقليدية هي صيد الأسماك، ولكن بسبب ضعف العائدات، تحول الناس في مجتمع الصيد تدريجياً إلى مهن أخرى. البنوك مثل البنك المركزى الهندي والبنك الهندي وبنك RDCC لها فروع في رامسوارام.

## الدين
كونها مركز حج هندوسي، يشكل الهندوس قاعدة زوار المدينة. هناك أقلية من المسيحيين تنتمي إلى مجتمع الصيد. تعد كنيسة CSI Island Mission وكنيسة St Antony's في أوريور على الشاطئ الشرقي للجزيرة من الكنائس البارزة في الجزيرة.

### معبد رامسوارام
معبد رامسوارام هو المعلم التاريخي الأكثر شهرة في المدينة. يقع المعبد في وسط المدينة، وهو معبد هندوسي شهير مخصص للمعبود شيفا. المعبد هو واحد من 12 مزارًا في جيوتيرلينجا، حيث يُعبد شيفا على شكل جيوترلينجا والتي تعني «عمود النور». وهي أيضًا واحدة من 275 معبد تُمجَّد في الترانيم من قبل ثلاثة من أكثر قديسي نيانار احترامًا، ابار، وساندورار وتيروجنانا سامبندر.
بُنِيَ المعبد في هيكله الحالي خلال القرن الثاني عشر على يد أسرة بانديا. يحتوي المعبد على أطول ممر بين جميع المعابد الهندوسية في الهند. يتراوح عرض هذه الممرات ذات الأعمدة من 17 إلى 21 قدمًا بارتفاع 25 قدمًا. كل عمود منحوت على طراز ناياك كما في معبد مادوراي ميناكشي. كانت مساهمة ملوك سلالة سيثوباثي (القرن السابع عشر) في المعبد كبيرة. تم إنفاق مبلغ كبير من المال خلال فترة ولاية براداني موثيرولابا بيلاي من أجل ترميم الباغودات التي كانت تتساقط في أنقاض - أعاد بناء تشوكاتان مانتابام أو حرم المعبد/الدير. ساهم حكام سريلانكا في المعبد - باراكراما باهو (1153-1186 م) شارك في بناء حرم المعبد. تم بناء البرج الشرقي وضريح ناتاراجا من قبل دالافاي سيثوباثي في عام 1649 م.

### أحواض المعبد

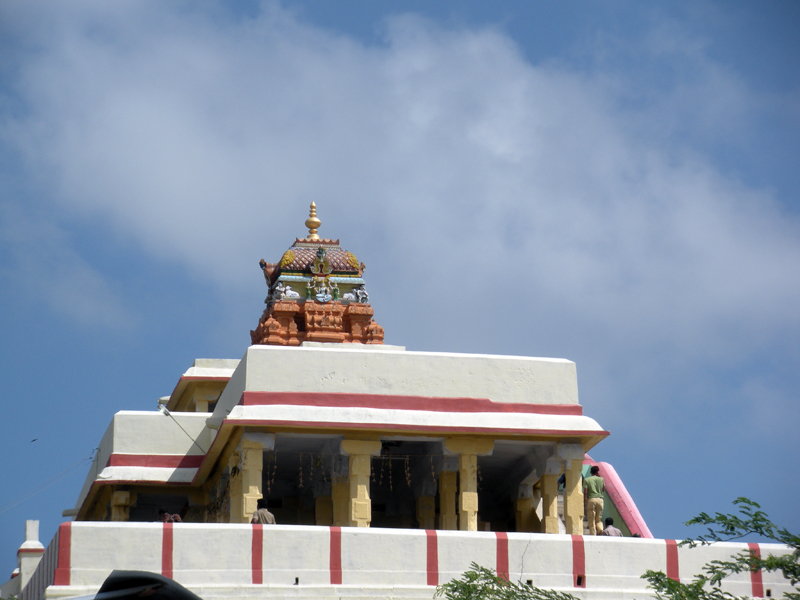
معبد كوثاندارامار، رامسوارام.

يوجد أربعة وستون تيرثا [الإنجليزية] أو ثيرثام (المسطحات المائية المقدسة) في رامسوارام وما حولها. ووفقًا لكتاب سكاندا بورانا [الإنجليزية] المُقدَّس (بالإنجليزية: Skanda Purana)‏، فإنَّ أربعة وعشرين حوضًا مُقدسًا مهم فحسب. ومن بين الأربعة والعشرين تيرثا هذه، هناك أربعة عشر على شكل أحواضٍ وآبارٍ داخل حرم المعبد. ويعتبر الاغتسال في هذه الأعواض جانبًا رئيسيًا من جوانب الحج إلى رامسوارام ويعتبر معادلاً للتكفير عن الذنب. يوجد داخل معبد راماناثاسوامي [الإنجليزية] اثنان وعشرون حوضاً. أولها يسمى أجني ثيرثام [الإنجليزية]، البحر في خليج البنغال. يُقالُ إنَّ جاتايو [الإنجليزية]، ملك الطيور، الذي تقاتل عبثًا مع الملك الشيطاني رافانا لإنقاذ سيتا، فسقط صريعاً في المنطقة الصخرية جادايو ثيرثام بعد أنْ قُطِع جناحيه. تترجم فيلوندي ثيرثام حرفياً إلى «القوس المدفونة»، وهو الحوض الثاني، ويقع على بعد حوالي 7 كيلومترات من المعبد الرئيسي في الطريق إلى بامبان. يُعتقد أنه المكان الذي يروي فيه راما عطش سيتا عن طريق غمس القوس في مياه البحر. أمَّا باقي الأحواض المقدسة الرئيسية الأخرى فهي هانومان ثيرثام وسوغريفا ثيرثام ولاكشمانا ثيرثام.

### غانداماثانا بارفاتام
غانداماثانا بارفاتام هو تلٌّ يقع على بعد 3 كم شمال المعبد وهو أعلى نقطة في الجزيرة. توجد قاعة من طابقين على التل، حيث عُثِرَ على أقدام راما كأثر على شاكرا (عجلة/مقام) فيه. كما ويقع معبد رامارباتام على تل صغير.

### دانوشكودي
تقع مدينة دانوشكودي [الإنجليزية] المَهجُورة أقصى الطرف الجنوبي من جزيرة بامبان [الإنجليزية] وتضم معبد كوثانداراماسوامي [الإنجليزية] المخصص للإله راما. وبالرغم من السيل الجارف المسمى دانوشكودي خلال إعصار رامسوارام 1964 [الإنجليزية]، ظل المعبد وحده سليمًا. يقع المعبد على بعد ثمانية عشر كم من وسط المدينة ويمكن الوصول إليه عن طريق البر. هناك اعتقاد شائع أن دانوشكودي هو المكان الذي استسلم فيه فيبهشانا [الإنجليزية]، شقيق رافانا، أمام راما في ملحمة رامايانا.

### الحج الهندوسي

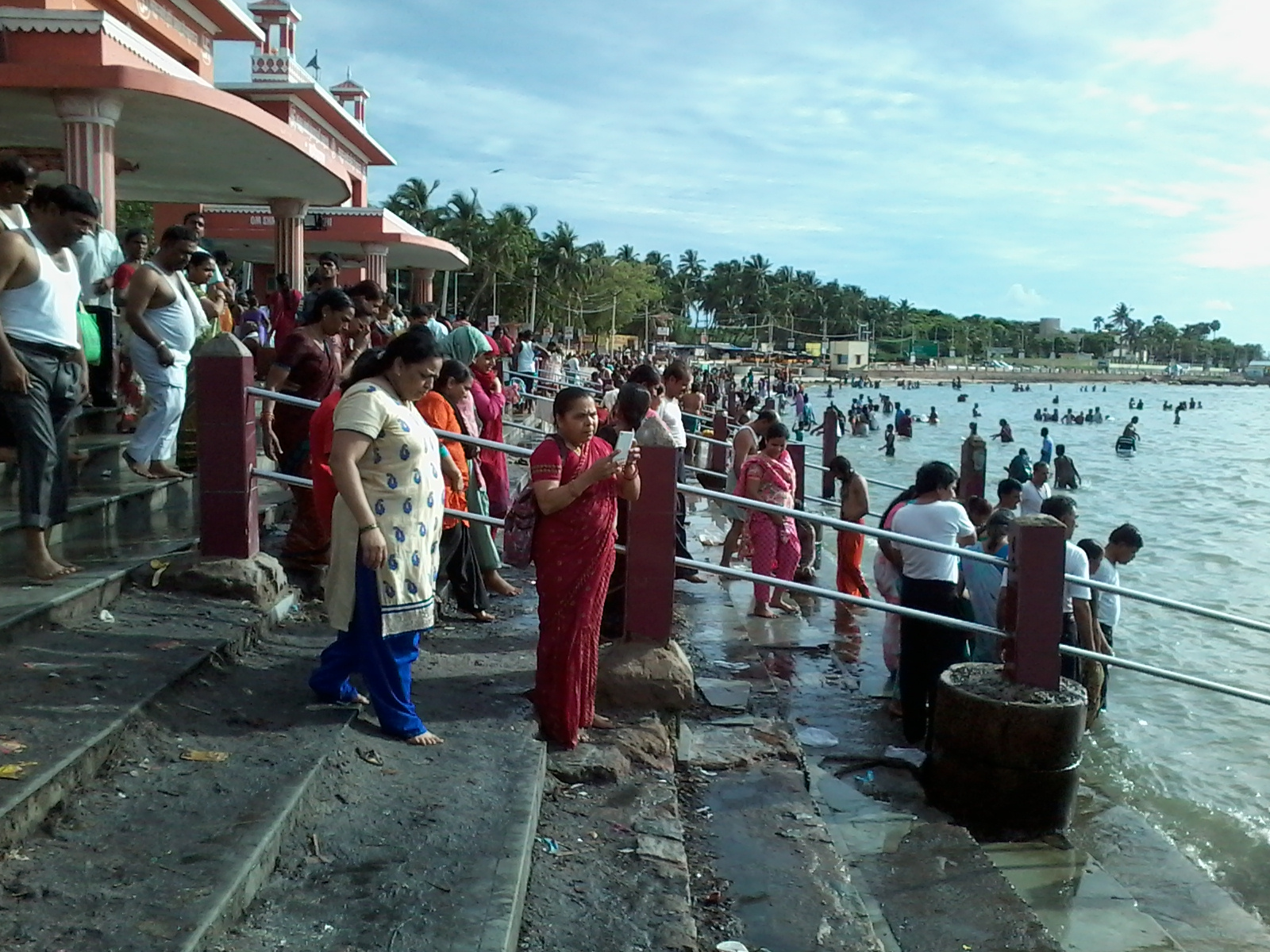
أناس يأخذون غطسة مقدسة في أجني ثيرثام، خليج البنغال.

رامسوارام مهمة لكثير من الهندوس حيث أن رحلة الحج إلى مدينة فاراناسي تعتبر غير مكتملة بدون الحج إلى مدينة رامسوارام. تعد المدينة جنبًا إلى جنب مع معبد راماناثاسوامي أحد أقدس المواقع الهندوسية المُساة جمعًا شار دهام [الإنجليزية] أي (أربعة مواقع إلهية مُقدَّسة) وهي بادريناث [الإنجليزية] وبوري ودواركا [الإنجليزية]. على الرغم من أن الأصول غير معروفة بوضوح، فإن مدرسة أدفايتا للهندوسية التي أنشأها شانكاراشاريا [الإنجليزية] تنسب أصل شار دهام إلى الرائي أو العراف. تقع الأديرة الأربعة عبر جهات الهند الأربعة والمعابد المصاحبة لها هي معبد بادريناث [الإنجليزية] في بادريناث في الشمال ومعبد جاغاناث [الإنجليزية] في بوري في الشرق ومعبد دوراكاديش [الإنجليزية] في دواركا في الغرب ومعبد راماناثاسوامي في رامسوارام في الجنوب. على الرغم من تقسيم المعابد أيديولوجيًا بين طوائف الهندوسية، وبالتحديد بين الشيفاوية والفيشنوية، فإن رحلة الحج إلى شار دهام هي شأن هندوسي بالكامل. تعتبر الرحلة عبر المراكز الأساسية الأربعة هذه في الهند مقدسة من قبل الهندوس الذين يطمحون إلى زيارة هذه المعابد مرة واحدة في حياتهم. تقليديا، تبدأ الرحلة من الطرف الشرقي من بوري، ثمَّ تذهب في اتجاه عقارب الساعة بطريقة متبعة عادة للتجول في المعابد الهندوسية. إنَ المعبد هو أحد مواقع الحج الشهيرة تاريخيًا - حيث أنشأ ملوك المراثا الذين حكموا ثانجافور أماكن استراحات عبر مايلادوثوراي [الإنجليزية] ورامسوارام بين عامي 1745 و1837 م وتبرعوا بها للمعبد.

## الكثافة السكانية
ووفقا لتعداد سنة 2011، كان يبلغ عدد سكانها رامسوارام 44856 مع نسبة الإناث 969 لكل 1000 من الذكور، أعلى بكثير من المعدل الوطني البالغ 929.

## روابط خارجية
- بلدية رامسوارام